# アルフォンソ・ソリアーノ
アルフォンソ・ギレアルド・ソリアーノ（Alfonso Guilleard Soriano、1976年1月7日 - ）は、ドミニカ共和国・サン・ペドロ・デ・マコリス州サンペドロ・デ・マコリス出身の元プロ野球選手（外野手、内野手）。右投右打。

## 経歴

### 広島時代
プロ野球選手としての経歴は日本プロ野球 (NPB) の広島東洋カープから始まる。同球団が所有するドミニカ共和国の野球スクール「カープアカデミー」で才能を認められ来日。広島時代の背番号は74。
1996年はカープの二軍（ウエスタン・リーグ）で三塁手や遊撃手として57試合に出場し、打率.214（131打数28安打）、本塁打0、13打点。
1997年に一軍登録され、9試合出場。17打数で2安打。身体が細いにもかかわらず、この頃から既に振り回すバッティングフォームであった。また足が遅いことで有名だったためあだ名はロバと呼ばれていた。広島で遊撃手として守った時が、人生で一番精神的に疲れたという。当時を振り返り、「19歳（鯖読みをしており実際は21歳）だったんだ。自分の手は震えが止まらずにいたよ。誰も自分に向かってゴロを打って欲しくなかった。ポロリと落とすってわかっていたからね」と語った。黒田博樹は1997年の1年間、カープの寮「三省寮」で、同じ釜の飯を食べた仲。
1998年、球団は年俸4万5000ドルの契約を提示するも代理人の団野村は18万ドルを要求したため年俸調停を申し立てたが、球団の提示額を妥当と調停が下るも、それに納得しなかった。
さらに野村は、ソリアーノが広島と契約したときにまだ未成年であり、さらに日本の法律上要求される法定代理人の同意を得ていなかったことから（日本の未成年選手が契約する場合は親の同意を得るのが通常である）、広島との契約が無効であるとして自由契約を主張した。しかし、これも奏功せず、任意引退公示で退団となった。

### ヤンキース時代
1998年の9月29日、ニューヨーク・ヤンキースは、ソリアーノの保有権を持っていた広島に310万ドルを支払って保有権を譲り受け、ソリアーノと契約を結んだ。この一連の問題に関しては「カープに対しては恨みなどはない。確かにいざこざはあったが、感謝している。僕に初めてプロでプレーする機会をくれたチームだから」と語っている。
1999年、AA級ノーウィッチ・ナビゲイターズで89試合に出場。打率.305、15本塁打、24盗塁を記録し、マイナーリーグ版オールスター、オールスター・フューチャーズゲームではMVPに選出された。9月14日にはメジャーデビューを果たし、同月24日には自身メジャー初安打となる本塁打を放った。この年、メジャーリーグでは9試合に出場した。
2000年は開幕ロースター入りを果たした。シーズン序盤には重要な局面で本塁打を放つなどし、スタメン出場の機会も増えたが、打撃・守備面の不安定さからメジャー定着には至らず、AAA級コロンバス・クリッパーズを中心にプレーした。メジャーでは合計22試合に出場し、初盗塁も記録した。
2001年のオープン戦でも内野手として悪送球を連発したが、正二塁手チャック・ノブロックが肩を痛めたため、守備には目を瞑って二塁手に抜擢された。158試合に出場し、打率.268、18本塁打、73打点、リーグ3位の43盗塁を記録した。新人王の投票ではイチロー、C.C.サバシアに次ぐ3位に入った。
2002年、リーグ1位となる128得点、209安打、41盗塁を記録し、球団新記録となる打数696、157三振を記録した。本塁打が39と40本塁打に1本足りず40本塁打、40盗塁は逃したが、自身初となる30本塁打、30盗塁、またトリプルスリーを達成した。オフのMVP投票ではミゲル・テハダ、アレックス・ロドリゲスに次ぐ3位に入った。
2003年、打率.290、38本塁打、91打点を記録し、1996年、ブレイディ・アンダーソンが記録した先頭打者本塁打のシーズン記録12本を更新する13本塁打を放った。また、35盗塁を記録し、史上5人目となる2年連続で30本塁打、30盗塁を達成。ワールドシリーズでヤンキースはフロリダ・マーリンズに敗退。シーズン中は不動のリードオフマンだったが、ポストシーズン中、特にこのワールドシリーズで不振に陥り、両チーム最多の9三振を喫してしまい、5戦目にはついにスタメン落ちした。

### レンジャーズ時代
2004年2月16日にアレックス・ロドリゲスがヤンキースへ移籍した大型トレードに伴いテキサス・レンジャーズへ移籍。また、この移籍の際にこれまで1978年生まれとされていたプロフィールが誤りで、実は1976年生まれであることが発覚した。
2004年5月8日のデトロイト・タイガース戦では、レンジャーズ球団史上初となる1試合6安打を記録した。オールスターではファン投票トップで選出され、先発二塁手として出場。初回にロジャー・クレメンスから3ラン本塁打を放ち、オールスターMVPにも選ばれた。
2005年にはレンジャーズ球団史上初、自身3度目の30本塁打、30盗塁（36本塁打30盗塁）を達成。

### ナショナルズ時代
2005年12月13日に、リーグ最低の得点力を改善するため、強打者を必要としたワシントン・ナショナルズがブラッド・ウィルカーソンとターメル・スレッジ及びアーマンド・ガララーガとの1対3の交換トレードでソリアーノを獲得。ナショナルズの正二塁手には堅守のホセ・ビドロがいたため、ソリアーノは左翼手へコンバートされた。
2006年開幕前の3月に開催された第1回WBCのドミニカ共和国代表に選出された。
3月20日のオープン戦ではレフトの守備を拒否し、試合出場をボイコットした。これに対して、球団側は契約違反であるとして「今後、指示に従わない場合は給料の支払いをストップする」などの強硬手段をとると通告した。このため、一時は「メッツがソリアーノと松井稼頭央のトレードに関心」と報道される騒ぎになった。結局、コンバートを受け入れたため騒動はひとまず落ち着いた。
シーズンでは俊足を活かした強打の1番打者として順調に本塁打と盗塁を積み重ねた。8月18日のフィリーズ戦で30個目の盗塁を決め、39本塁打と合わせて自身4度目の30本塁打30盗塁を達成。8月25日のブレーブス戦で、通算200個目の盗塁を決め、MLB史上最速の929試合目で200本塁打200盗塁を達成し、1993年にエリック・デービスが記録した1053試合目での記録達成を更新。9月16日のブルワーズ戦で、自身初、MLB史上4人目の40本塁打40盗塁を達成した。また、二塁打も40本以上記録し、MLB史上初の40本塁打40盗塁40二塁打を同時に達成した選手になった。本塁打数で初の40本台の大台に乗せ自己最多を更新した。オフの10月29日にFAとなった。ナショナルズは5年総額7,000万ドルで契約延長を打診したが拒否した。

### カブス時代
2006年11月20日にシカゴ・カブスと当時史上5番目の大型契約である、8年総額1億3600万ドルの契約に合意した。
2007年シーズン開幕からは中堅手にコンバートされたが、若手の中堅手フェリックス・ピーエイなどの成長もあり、4月終盤から左翼手を守ることになった。6月に打率.336、11本塁打、18打点を記録し、月間MVPを受賞した。9月にはMLB記録となる7本の月間先頭打者本塁打を含む14本塁打を放ち、カブスの中地区優勝には貢献した。
2008年は4月15日に左太腿裏を痛め故障者リスト入り。4月は打率.175・2本塁打・5打点と不調だったが、5月1日に復帰を果たし、5月は打率.345・10本塁打・29打点と復調。復調の理由をソリアーノは「自分ではよくわからないが、開幕直後はバットの振りがブレていたのが、今は投球に対して真っ直ぐにバットが出ているからだと思う」と語っている。しかし、6月11日に死球を受け、左手骨折で故障者リスト入り。シーズン2回の故障者リスト入りの影響でメジャー定着後最低の109試合にしか出場出来なかったが、29本塁打を放ち、9月6日の試合では1試合で3本塁打5打点を記録。
2009年は、故障の影響で117試合の出場に留まりながらも9年連続で規定打席に到達した。しかし、成績は自己最低と言っていい数字が残った。得点・安打・打点・盗塁・打率・出塁率・長打率・塁打・OPS・死球・犠打・犠飛は自己最低ないし最低タイであり、出場試合数・打数・三塁打・本塁打は自己ワースト2位となる数字である。
2010年は、4年ぶり・カブス移籍後では自身初となる140試合以上の試合に出場した。しかし、本塁打は3年連続で20本台に留まり、盗塁もレギュラー定着後では自己最低の5盗塁に終わった。
2012年は、自己最多の108打点を記録、32本塁打と5年ぶりに30本台に乗せた。

### ヤンキース復帰

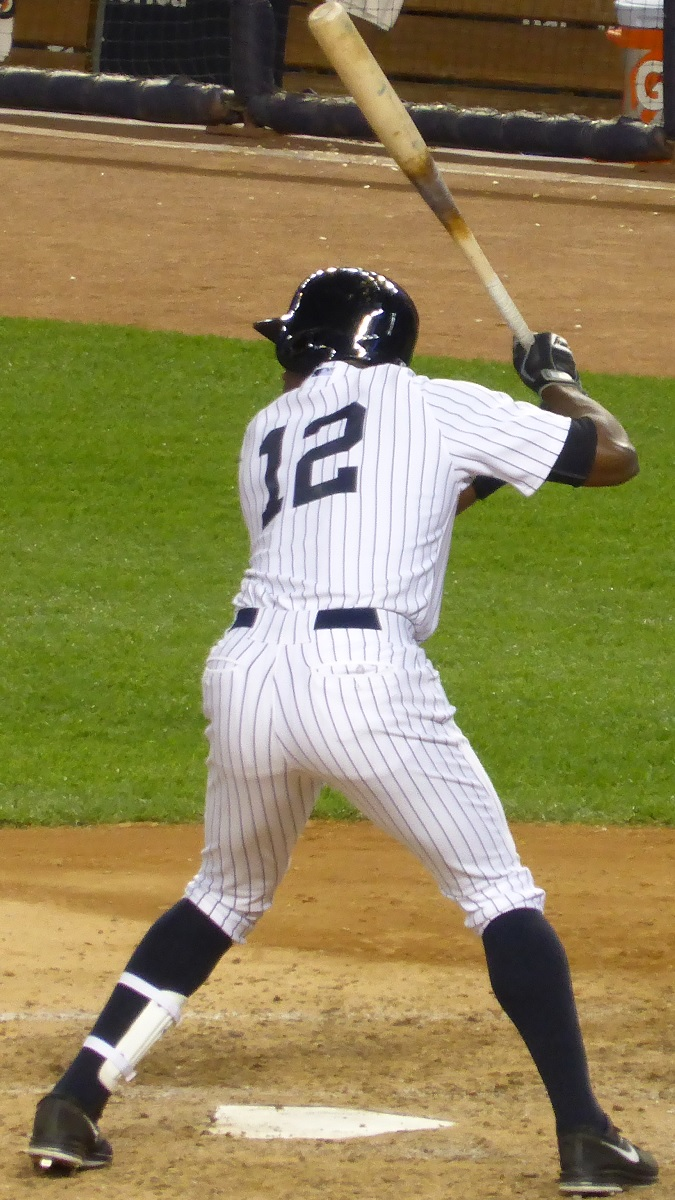
現役最終シーズン
（2014年5月13日）

2013年7月26日にコーリー・ブラックとのトレードで、ヤンキースに復帰した。8月7日にNPB/MLB通算2000本安打を達成し、外国人選手としてはアレックス・ラミレスに続く史上二人目となる名球会入りの資格を得た。その直後の8月27日にはブルージェイズ戦でメジャー通算400号となる28号ホームランを放ち、2013年のシーズンは打率.255・34本塁打・101打点・18盗塁を記録。2年連続で30本塁打と100打点をクリアした。特に本塁打は、2009年以降5年連続で本数が増加している。また、2ケタ盗塁を記録したのは、2008年以来5年ぶりの事であった。
2014年は開幕ロースター入りし、5月12日にはヤンキースおよびレンジャーズでの通算安打数が1000本に達し、史上7人目となる両リーグで1000本安打を達成した。しかし67試合の出場で、打率.221と結果を残せず、7月6日にDFAとなった。7月14日に自由契約となった。

### 現役引退
2014年11月4日、母国ドミニカ共和国で記者会見し、現役引退を表明。

## 選手としての特徴
MLBの歴史の中で4人目の40-40（40本塁打40盗塁）の達成者。
代名詞は豪快なフルスイングであり、初球から積極的に打ちにいくことが多かった。
右打席から一塁まで4.0秒で走るスピードを誇り、シーズン40盗塁以上を3度達成した。
積極的に次の塁を狙うスタイルであり、通算289盗塁ながら盗塁死は84と多い。

## 詳細情報

### 年度別打撃成績
| 年 度     | 球 団     | 試 合 | 打 席 | 打 数 | 得 点 | 安 打 | 二 塁 打 | 三 塁 打 | 本 塁 打 | 塁 打 | 打 点 | 盗 塁 | 盗 塁 死 | 犠 打 | 犠 飛 | 四 球 | 敬 遠 | 死 球 | 三 振 | 併 殺 打 | 打 率 | 出 塁 率 | 長 打 率 | O P S |
| --------- | --------- | ----- | ----- | ----- | ----- | ----- | -------- | -------- | -------- | ----- | ----- | ----- | -------- | ----- | ----- | ----- | ----- | ----- | ----- | -------- | ----- | -------- | -------- | ----- |
| 1997      | 広島      | 9     | 19    | 17    | 2     | 2     | 0        | 0        | 0        | 2     | 0     | 0     | 0        | 0     | 0     | 2     | 0     | 0     | 4     | 0        | .118  | .211     | .118     | .329  |
| 1999      | NYY       | 9     | 8     | 8     | 2     | 1     | 0        | 0        | 1        | 4     | 1     | 0     | 1        | 0     | 0     | 0     | 0     | 0     | 3     | 0        | .125  | .125     | .500     | .625  |
| 2000      | NYY       | 22    | 53    | 50    | 5     | 9     | 3        | 0        | 2        | 18    | 3     | 2     | 0        | 2     | 0     | 1     | 0     | 0     | 15    | 0        | .180  | .196     | .360     | .556  |
| 2001      | NYY       | 158   | 614   | 574   | 77    | 154   | 34       | 3        | 18       | 248   | 73    | 43    | 14       | 3     | 5     | 29    | 0     | 3     | 125   | 7        | .268  | .304     | .432     | .736  |
| 2002      | NYY       | 156   | 741   | 696   | 128   | 209   | 51       | 2        | 39       | 381   | 102   | 41    | 13       | 1     | 7     | 23    | 1     | 14    | 157   | 8        | .300  | .332     | .547     | .880  |
| 2003      | NYY       | 156   | 734   | 682   | 114   | 198   | 36       | 5        | 38       | 358   | 91    | 35    | 8        | 0     | 2     | 38    | 7     | 12    | 130   | 8        | .290  | .338     | .525     | .863  |
| 2004      | TEX       | 145   | 658   | 608   | 77    | 170   | 32       | 4        | 28       | 294   | 91    | 18    | 5        | 0     | 7     | 33    | 4     | 10    | 121   | 7        | .280  | .324     | .484     | .807  |
| 2005      | TEX       | 156   | 682   | 637   | 102   | 171   | 43       | 2        | 36       | 326   | 104   | 30    | 2        | 0     | 5     | 33    | 3     | 7     | 125   | 6        | .268  | .309     | .512     | .821  |
| 2006      | WSH       | 159   | 728   | 647   | 119   | 179   | 41       | 2        | 46       | 362   | 95    | 41    | 17       | 2     | 3     | 67    | 16    | 9     | 160   | 3        | .277  | .351     | .560     | .911  |
| 2007      | CHC       | 135   | 617   | 579   | 97    | 173   | 42       | 5        | 33       | 324   | 70    | 19    | 6        | 0     | 3     | 31    | 4     | 4     | 130   | 9        | .299  | .337     | .560     | .897  |
| 2008      | CHC       | 109   | 503   | 453   | 76    | 127   | 27       | 0        | 29       | 241   | 75    | 19    | 3        | 0     | 4     | 43    | 11    | 3     | 103   | 9        | .280  | .344     | .532     | .876  |
| 2009      | CHC       | 117   | 522   | 477   | 64    | 115   | 25       | 1        | 20       | 202   | 55    | 9     | 2        | 0     | 2     | 40    | 6     | 3     | 118   | 7        | .241  | .303     | .423     | .726  |
| 2010      | CHC       | 147   | 548   | 496   | 67    | 128   | 40       | 3        | 24       | 246   | 79    | 5     | 1        | 1     | 3     | 45    | 3     | 3     | 123   | 12       | .258  | .322     | .496     | .818  |
| 2011      | CHC       | 137   | 508   | 475   | 50    | 116   | 27       | 1        | 26       | 223   | 88    | 2     | 1        | 0     | 2     | 27    | 4     | 4     | 113   | 15       | .244  | .289     | .469     | .759  |
| 2012      | CHC       | 151   | 615   | 561   | 68    | 147   | 33       | 2        | 32       | 280   | 108   | 6     | 2        | 0     | 3     | 44    | 5     | 7     | 153   | 18       | .262  | .322     | .499     | .821  |
| 2013      | CHC       | 93    | 383   | 362   | 47    | 92    | 24       | 1        | 17       | 169   | 51    | 10    | 5        | 0     | 3     | 15    | 2     | 3     | 89    | 9        | .254  | .287     | .467     | .754  |
| 2013      | NYY       | 58    | 243   | 219   | 37    | 56    | 8        | 0        | 17       | 115   | 50    | 8     | 4        | 0     | 1     | 21    | 1     | 2     | 67    | 2        | .256  | .325     | .525     | .850  |
| '13計     | NYY       | 151   | 626   | 581   | 84    | 148   | 32       | 1        | 34       | 284   | 101   | 18    | 9        | 0     | 4     | 36    | 3     | 5     | 156   | 11       | .255  | .302     | .489     | .791  |
| 2014      | NYY       | 67    | 238   | 226   | 22    | 50    | 15       | 0        | 6        | 83    | 23    | 1     | 0        | 0     | 4     | 6     | 1     | 2     | 71    | 3        | .221  | .244     | .367     | .611  |
| NPB：1年  | NPB：1年  | 9     | 19    | 17    | 2     | 2     | 0        | 0        | 0        | 2     | 0     | 0     | 0        | 0     | 0     | 2     | 0     | 0     | 4     | 0        | .118  | .211     | .118     | .329  |
| MLB：16年 | MLB：16年 | 1975  | 8395  | 7750  | 1152  | 2095  | 481      | 31       | 412      | 3874  | 1159  | 289   | 84       | 9     | 54    | 496   | 68    | 86    | 1803  | 123      | .270  | .319     | .500     | .819  |

- 各年度の太字はリーグ最高

### WBCでの打撃成績
| 年 度 | 代 表          | 試 合 | 打 席 | 打 数 | 得 点 | 安 打 | 二 塁 打 | 三 塁 打 | 本 塁 打 | 塁 打 | 打 点 | 盗 塁 | 盗 塁 死 | 犠 飛 | 四 球 | 敬 遠 | 死 球 | 三 振 | 併 殺 打 | 打 率 | 出 塁 率 | 長 打 率 |
| ----- | -------------- | ----- | ----- | ----- | ----- | ----- | -------- | -------- | -------- | ----- | ----- | ----- | -------- | ----- | ----- | ----- | ----- | ----- | -------- | ----- | -------- | -------- |
| 2006  | ドミニカ共和国 | 4     | 15    | 12    | 0     | 0     | 0        | 0        | 0        | 0     | 0     | 0     | 0        | 0     | 3     | 0     | 0     | 3     | 1        | .000  | .200     | .000     |

### タイトル
MLB
- 盗塁王：1回 （2002年）

### 表彰
MiLB
- オールスター・フューチャーズゲームMVP：1回（1999年）

MLB
- シルバースラッガー賞：4回
  - 二塁手部門：3回（2002年、2004年 - 2005年）
  - 外野手部門：1回（2006年）
- オールスターゲームMVP：1回 （2004年）

### 記録
NPB初記録
- 初出場・初先発出場：1997年8月5日、対中日ドラゴンズ18回戦（ナゴヤドーム）、7番・二塁手で先発出場
- 初安打：1997年8月10日、対阪神タイガース17回戦（広島市民球場）、2回裏に中込伸から左前安打

MLBの記録
- オールスター・フューチャーズゲーム選出：1回（1999年）

MLB初記録
- 初出場：1999年9月14日、対トロント・ブルージェイズ11回戦（スカイドーム）、8回表にダリル・ストロベリーの代走で出場
- 初打席：同上、9回表にPaul Spoljaric（英語版）から左飛
- 初安打・初打点・初本塁打：1999年9月24日、対タンパベイ・デビルレイズ6回戦（ヤンキー・スタジアム）、11回裏にノーム・チャールトンから左越本塁打
- 初先発出場：1999年10月3日、対タンパベイ・デビルレイズ12回戦（トロピカーナ・フィールド）、1番・遊撃手で先発出場
- 初盗塁：2000年5月20日、対クリーブランド・インディアンス5回戦（ジェイコブス・フィールド）、2回表に二盗（投手：チャック・フィンリー、捕手：Einar Díaz（英語版））

MLB節目の記録
- 100本塁打：2004年5月2日、対ボストン・レッドソックス3回戦（ザ・ボールパーク・イン・アーリントン）、8回裏にアラン・エンブリーから左中間越ソロ本塁打
- 150本塁打：2005年7月23日、対オークランド・アスレチックス12回戦（アメリクエスト・フィールド・イン・アーリントン）、6回裏にカーク・サールースから左越ソロ本塁打
- 1000安打：2006年6月29日、対トロント・ブルージェイズ3回戦（ロジャーズ・センター）、6回表にロイ・ハラデイから左中間二塁打[注釈 2]
- 200本塁打：2006年8月13日、対ニューヨーク・メッツ11回戦（ロバート・F・ケネディ・メモリアル・スタジアム）、4回裏にスティーブ・トラクセルから左越ソロ本塁打
- 200盗塁：2006年8月25日、対アトランタ・ブレーブス13回戦（ターナー・フィールド）、3回表に二盗（投手：チャック・ジェームズ、捕手：ブライアン・マッキャン）
- 1000試合出場：2007年5月24日、対サンディエゴ・パドレス5回戦（ペトコ・パーク）、1番・左翼手として先発出場[注釈 3]
- 250本塁打：2008年5月16日、対ピッツバーグ・パイレーツ7回戦（リグレー・フィールド）、2回裏にトム・ゴーゼラニーから左中間越3点本塁打
- 1000三振：2008年5月30日、対コロラド・ロッキーズ4回戦（リグレー・フィールド）、3回裏にアーロン・クックから空振り三振[注釈 4]
- 300二塁打：2008年8月13日、対アトランタ・ブレーブス5回戦（ターナー・フィールド）、4回表にJorge Campillo（英語版）から右中間越適時二塁打
- 250盗塁：2009年4月12日、対ミルウォーキー・ブルワーズ3回戦（ミラー・パーク）、3回表に二盗（投手：ジェフ・スーパン、捕手：ジェイソン・ケンドール）
- 350二塁打：2010年5月30日、対セントルイス・カージナルス3回戦（リグレー・フィールド）、4回裏にアダム・ウェインライトから左中間二塁打
- 300本塁打：2010年6月11日、対シカゴ・ホワイトソックス1回戦（（リグレー・フィールド）、2回裏にジェイク・ピービーから中越2点本塁打
- 1500安打：2010年9月3日、対ニューヨーク・メッツ5回戦（リグレー・フィールド）、4回裏にR.A.ディッキーから左越2点本塁打[注釈 5]
- 1500試合出場：2011年5月10日、対セントルイス・カージナルス1回戦（リグレー・フィールド）、5番・左翼手として先発出場[注釈 6]
- 1500三振：2011年7月24日、対ヒューストン・アストロズ9回戦（リグレー・フィールド）、2回裏にジョーダン・ライルズから空振り三振[注釈 7]
- 400二塁打：2011年9月15日、対シンシナティ・レッズ18回戦（グレート・アメリカン・ボール・パーク）、9回表にフランシスコ・コルデロから適時左中間二塁打
- 350本塁打：2012年6月8日、対ミネソタ・ツインズ1回戦（ターゲット・フィールド）、1回表にP. J. Walters（英語版）から中越2点本塁打
- 1000打点：2012年8月18日、対シンシナティ・レッズ11回戦（グレート・アメリカン・ボール・パーク）、1回表にジョニー・クエトから左越2点本塁打
- 450二塁打：2013年6月18日、対セントルイス・カージナルス4回戦（ブッシュ・スタジアムIII）、1回表にAdam Wainwrightから左中間2点二塁打
- 2000安打：2013年8月11日、対デトロイト・タイガース6回戦（ヤンキー・スタジアム）、4回裏にジャスティン・バーランダーから左越ソロ本塁打[注釈 8]
- 400本塁打：2013年8月27日、対トロント・ブルージェイズ15回戦（ロジャーズ・センター）、3回表にJ.A.ハップから左越ソロ本塁打

MLBその他の記録
- MLBオールスターゲーム選出：7回 （2002年 - 2008年）
- 最多安打：1回 （2002年）
- 30本塁打30盗塁：4回 （2002年 - 2003年、2005年、2006年）
- 40本塁打40盗塁：1回 （2006年） ※史上4人目、同時に40二塁打達成は史上初
- 両リーグ1000安打 ※史上7人目
- 通算初回先頭打者本塁打：54（歴代2位）※リッキー・ヘンダーソンの81に次ぐ
- シーズン初回先頭打者本塁打：13（歴代1位、2003年）※従来の記録は1996年のブレイディ・アンダーソンの12
- シーズン三振数：157 （2002年） ※ニューヨーク・ヤンキース球団記録（当時）
- 1試合6安打：2004年5月8日、対デトロイト・タイガース2回戦（ザ・ボールパーク・イン・アーリントン） ※テキサス・レンジャーズ球団記録、延長回を含めない試合でのアメリカンリーグタイ記録

### 背番号
- 74（1996年 - 1997年）
- 66（1998年）
- 58（1999年）
- 53（2000年）
- 33（2001年）
- 12（2002年 - 2014年）

### 代表歴
- 2006 ワールド・ベースボール・クラシック・ドミニカ共和国代表